# Flavoperla tobei
Flavoperla tobei är en bäcksländeart som först beskrevs av Okamoto 1912.  Flavoperla tobei ingår i släktet Flavoperla och familjen jättebäcksländor. Inga underarter finns listade i Catalogue of Life.